# Haagoort
Haagoort, également Hagoort est un ancien village néerlandais du Brabant-Septentrional, qui a été détruit lors de la construction de la Bergsche Maas. De nos jours, cette rivière coule à l'emplacement historique du village.
La Bergsche Maas a été achevée en 1904. Les villages de Haagoort et Gansoijen ont été détruits pour faire place à l'eau. Haagoort et Gansoijen appartenaient à la commune de Drongelen, Haagoort, Gansoijen en Doeveren, dont le nom a été changé en Drongelen en 1908.
En 1740, le village comptait huit habitations. Malgré ce petit nombre, les habitants réclamaient leur propre église réformée. En 1840, Haagoort comptait deux maisons et huit habitants.